# John Goldthorpe
John Harry Goldthorpe (27 de mayo de 1935) es un sociólogo Británico. Es emérito en el Nuffield College, Oxford. Trabaja en las áreas de estratificación social, macrosociología, y recientemente consumo cultural.

## Biografía
John Goldthorpe nació en Great Houghton, un pequeño barrio del departamento de West Riding de Yorkshire, Inglaterra. Su padre era un empleado de la mina de carbón. Inició sus estudios en la Wath-upon Dearne Grammar School y los continuó en prestigiosas universidades como el College de Londres y la London School of Economics.
Goldthorpe pasó la mayor de su vida académica vinculado a la Universidad de Oxford, específicamente al Nuffield College. Allí ingresó en 1969 y hasta 2002 permaneció como investigador oficial. Desde esa fecha hasta la actualidad es emérito de esa casa. También fue profesor visitante del departamento de sociología de la Universidad de Cornell. Es miembro de la British Academy y de la Academia Europaea. También es miembro extranjero de la Real Academia de Ciencias de Suecia.
John Goldthorpe ha contribuido a la comprensión de la movilidad social. Su trabajo en clase social lleva al fuertemente establecido Esquema de clases de Goldthorpe, una de las aproximaciones estándar para clasificar las clases en sociología. El esquema de clases de Goldthorpe está compuesto por once clases, agrupadas en tres grupos principales: la clase de servicio, la clase media y la clase trabajadora.
Goldthorpe es también muy conocido por su trabajo en la tesis de aburguesamiento que discutió en 1963; o sus contribuciones a la teoría de la elección racional. Fue elegido miembro de la Academia Británica en 1984. En sociología de la educación ha destacado por actualizar las teorías de Raymond Boudon.
Fue estudiante de Norbert Elias y en sus inicios trabajó junto a David Lockwood.

## Trabajos
- 2004 The economic basis of social class. London: Centre for Analysis of Social Exclusion, London School of Economics.
- 2000 On sociology: numbers, narratives, and the integration of research and theory. Oxford: Oxford University Press. ISBN 0-19-829571-5 (Segunda edición traducida al castellano Sobre la sociología. Madrid: Centro de Investigaciones Sociológicas).
- 1996 Rational choice theory and large-scale data analysis. Oxford: Oxford University Press.
- 1992 The constant flux: a study of class mobility in industrial societies. Oxford: Clarendon Press. ISBN 0-19-827383-5
- 1992 Revised class schema. London: Social and Community Planning Research.
- 1989 The uses of history in sociology: reflections on some recent tendencies. Oxford: Nuffield College.
- 1987 Social mobility and class structure in modern Britain. Oxford: Clarendon Press. ISBN 0-19-827286-3
- 1963 The affluent worker: political attitudes and behaviour. Cambridge: Cambridge University Press. ISBN 0-521-07204-2